# زیگونگوسور
زیگونگوسور (نام علمی: Zigongosaurus) نام یک سرده از شاخه طنابداران است.